# Brink
Brink è un videogioco di tipo sparatutto in prima persona, sviluppato da Splash Damage e pubblicato da Bethesda Softworks per Microsoft Windows, PlayStation 3 e Xbox 360 nel 2011.
In Brink, due fazioni, la Resistenza e la Sicurezza, combattono in una città-utopia chiamata The Ark, una città galleggiante in una Terra invasa dalle acque e con poche terre rimaste.
Brink è integrato con Steam, e comprende il sistema anti-trucchi di Valve, indirizzato sul parkour e le sue movenze. I server online che gestiscono la modalità multigiocatore possono ospitare fino a 16 persone; i giocatori possono giocare in co-op o uno contro l'altro, oppure contro l'AI creata e gestita dal computer.

## Modalità di gioco
Splash Damage ha sviluppato lo SMART (Smooth Movement Across Random Terrain): capendo la posizione del giocatore e prevedendo quale sarà la sua prossima azione, lo SMART permetterà ai giocatori di muoversi tra complesse strutture urbane senza utilizzare una configurazione di comandi complessa. Tenendo premuto il tasto SMART, un giocatore vedrà scomparire gli ostacoli di fronte a sé senza aver bisogno di utilizzare un sistema di controlli complessi come in Mirror's Edge. Lo SMART permette anche di fare uso del parkour e del free-running in modo realistico, come in Prototype.

### Squad Commander
Lo Squad Commander propone ai giocatori vari obiettivi di contenuto diverso, basandosi sulla posizione, sull'esperienza e sul progresso generale. In entrambe le modalità di gioco (online e offline), il giocatore potrà difendere una delle basi della sua fazione o catturare una base nemica.

### Basi
Ci sono due tipi di basi: salute e provviste. Ogni team avrà una base da dove i rinforzi partiranno. Quella base non potrà essere catturata dal team avversario e i nemici che ci proveranno verranno uccisi da torrette indistruttibili. Tuttavia, ci sono varie basi che possono essere catturate. Se un giocatore cattura una base, potenzierà la vita e le provviste dei suoi compagni di squadra. Se un giocatore compra determinate abilità per il proprio personaggio, può aggiornare la base (una speciale abilità del Tecnico) o proteggerla con un firewall (una speciale abilità dell'Agente).

### Objective Wheel
La Objective Wheel mostra l'obiettivo principale e il checkpoint dove il giocatore dovrà recarsi per completare l'obiettivo. Gli obiettivi primari sono essenziali per completare la missione. In base alla fazione e alla missione scelta dal giocatore, ci sono solo pochi obiettivi primari che possono essere completati dal team avversario prima che la missione fallisca. Ci sono anche degli obiettivi secondari, non essenziali per la missione ma che possono renderla molto più semplice da portare a termine: questi includono catturare una base nemica, costruire o distruggere una barricata, hackerare una porta per bloccare il nemico, o riparare un ascensore per avere accesso a una strada alternativa.
Ogni giocatore ha un Objective Wheel nel suo inventario e può, in certe missioni, avere un tempo limite nel quale completare la missione. Ogni obiettivo dà punti esperienza al completamento. Durante il gioco si possono guadagnare premi e sbloccare nuove abilità per modificare il proprio personaggio.

## Creazione dei personaggi

### Classi
Nel gioco sono presenti quattro classi:
- Soldato: rifornisce i compagni, può lanciare molotov e flashbang e può distruggere gli obiettivi usando degli esplosivi.
- Medico: cura i compagni, rianima quelli a terra e potenzia il loro livello di salute.
- Tecnico: potenzia e ripara le armi dei suoi compagni, rifornirli con armature, costruire delle torrette stazionarie, piantare delle mine e riparare e costruire obiettivi.
- Agente: interroga i nemici a terra per ottenere informazioni sulle posizioni nemiche, può eseguire azioni di sabotaggio e si può camuffare nel nemico.

I giocatori possono personalizzare i loro personaggi e comprare delle abilità speciali con i punti esperienza, che si guadagnano completando degli obiettivi. Le abilità che il giocatore può acquistare possono essere universali (utilizzabili con qualsiasi tipo di classe) e specifiche per le classi. Tutti i personaggi all'inizio avranno i kit di base della propria classe in modo che possano portare a compimento i loro obiettivi. Le abilità specifiche per classe che si comprano, tuttavia, possono potenziare la loro abilità e il loro ruolo in una determinata classe, rendendo molto più facile portare a compimento il proprio obiettivo e anche guadagnare più punti esperienza. I punti esperienza possono essere guadagnati sia in modalità giocatore singolo che in multigiocatore, aggiungendo uno speciale "bonus" ai giocatori che portano a termine le loro missioni online.
Bethesda afferma che i giocatori potranno creare fino a 102 quadrilioni di combinazioni di personaggi unici, contando le variazioni minori.

### Corporature
Un personaggio può avere varie modifiche nell'aspetto. Una delle più importanti è la corporatura. Ci sono tre tipi di corporature:
- Grossa corporatura: grossa massa muscolare, in grado di utilizzare tutte le armi presenti nel gioco. Quella principale è la Gatling, e quella secondaria è un fucile automatico d'assalto. I personaggi di grossa corporatura hanno anche il livello di salute maggiore, tuttavia sono lenti e le loro abilità di parkour sono limitate.
- Media corporatura: meno massa muscolare e più magri. I personaggi di media corporatura possono utilizzare diverse armi. La loro arma principale può essere un fucile automatico d'assalto, e la loro arma secondaria può essere una mitraglietta. Il livello di salute è più basso, ma sono più veloci e hanno delle abilità di parkour maggiori.
- Piccola corporatura: poca massa muscolare e molto magri. Possono usare poche armi. La loro arma primaria può essere una mitraglietta, mentre l'arma secondaria può essere una pistola (tuttavia, maneggiandola, indipendentemente dal tipo di corporatura o classe, si potrà usare un coltello per un colpo corpo a corpo di danno elevato a distanza maggiore). Hanno un livello di salute molto basso. Tuttavia, sono i più veloci, e le loro abilità di parkour permettono loro di saltare da qualsiasi altezza e scavalcare qualsiasi ostacolo.

## Distribuzione
Bethesda Softworks e Splash Damage programmarono di pubblicare il gioco nella primavera 2010, ma lo spostarono alla fine dell'anno prima di ritardarlo ulteriormente. Annunciarono in seguito la data di pubblicazione, ossia il 10 maggio 2011.

### Bonus pre-ordine
Al QuakeCon 2010, Splash Damage annunciò i bonus per il pre-ordine di Brink, ottenibili prenotandolo su vari siti online in Nord America e in Europa. Questi bonus aumentano le opzioni di personalizzazione, come i packs Doom-Gamestop, Fallout-Best Buy, Psycho-Amazon e Direct2Drive, Spec Ops-Walmart e Steam.

### Patch
Bethesda pubblicò una patch al D1 per risolvere vari problemi grafici apparsi durante il gioco. Una patch fu pubblicata qualche giorno dopo in un tentativo di sistemare i problemi di connessione limitando il numero di giocatori umani che potevano accedere al gioco.

### Contenuti scaricabili
Il primo DLC per Brink, Agents of Change, è stato pubblicato il 3 agosto 2011 tramite Xbox Live e il 4 agosto 2011 per PlayStation 3 tramite PlayStation Network. Il DLC era gratuito per tutte le piattaforme durante le prime due settimane di pubblicazione per stimolare i giocatori a giocare online, tuttavia dopo le prime due settimane il prezzo del DLC fu impostato a 9,99 $.

## Accoglienza
La rivista Play Generation diede alla versione per PlayStation 3 un punteggio di 77/100, apprezzando la strepitosa personalizzazione del personaggio, i movimenti fluidi e dinamici e le mappe ben disegnate e come contro il numero limitato di scenari, l'assenza di un vero e proprio single player e non era il massimo con il bot, finendo per trovarlo un gioco ricco di spunti, ma che appariva a tratti incompleto, riusciva ad appassionare ma era troppo avaro di contenuti per risultare consigliabile.